# Zaven Paré
 (avril 2016).
Si vous disposez d'ouvrages ou d'articles de référence ou si vous connaissez des sites web de qualité traitant du thème abordé ici, merci de compléter l'article en donnant les références utiles à sa vérifiabilité et en les liant à la section « Notes et références ».
Zaven Paré est un plasticien français né en 1961 à Paris (France). 

## Biographie
Zaven Paré expose sa première structure bionique au musée d’art moderne de la Ville de Paris en 1983 et participe au balisage du méridien de Greenwich en 1984.
Peintre-cartonnier pour le Mobilier national, il travaille à la manufacture des Gobelins en 1987 sur le remplacement de l’armoire de Chevreul par le système N.I.M.E.S. (Nuancier Informatique des Manufactures nationalES), puis comme peintre-décorateur à la manufacture nationale de Sèvres en 1991[réf. nécessaire].
Il réalise ses premières structures gonflables pour la chorégraphe Marie Chouinard, pour le festival des Olympiades de Calgary, et initie une collaboration artistique avec Édouard Lock et Denis Marleau. Il dessine les écrans circulaires de vidéo pour la tournée de David Bowie de 1990, des installations sonores pour Mauricio Kagel au musée d'art contemporain de Montréal en 1992 et un plancher à double inclinaison pour la scénographie de Don Giovanni à l’Opéra Bastille. 
En 1996, Zaven Paré crée une marionnette électronique à partir d’une source de rétro-projection vidéo, suivie en 1999 de sa version numérique pour un spectacle qu'il dirige au California Institute of the Arts (CalArts), et réalise une version analogique de ce type de marionnette pour un spectacle de Valère Novarina. Ces deux machines sont respectivement dans les collections du Ballard Institute et des musées Gadagne.
Depuis, Zaven Paré a collaboré au Robot Actors Project du professeur Hiroshi Ishiguro et du dramaturge Oriza Hirata.

## Récompenses
- 1999 et 2001 : French American Fund of Performing Arts, California Institute of the Arts[11].
- 2002 : RioArte, Rio de Janeiro[12].
- 2009 : Villa Kujoyama, Kyoto[13].
- 2010 : Japan Society for Promotion of Science, université d´Osaka[14].
- 2011 : Premio Sergio Motta em Arte e technologia, São Paulo[15].

## Publications
- (pt) O robô e a maçã. Rio de Janeiro : 7 Letras, v. 1, 2010, 128 p.
- (pt) Maquínas. Rio de Janeiro : 7 Letras, v. 1, 2010, 116 p.
- L'Âge d'or de la robotique Japonaise, Paris : Les Belles Lettres, 2016, 369 p.[16].